# Константинос Триаридис
Константинос Атанасиу Триаридис (на гръцки: Κωνσταντίνος Αθανασίου Τριαρίδης) е гръцки политик, министър.

## Биография
Роден е през 1937 година в град Кукуш. Член е на централния комитет на ПАСОК. Работи като асистент-професор по хирургия към Солунския университет „Аристотел“. По време на военната хунта (1969-1972) лежи в затвора. През 1989 година става депутат от Кукуш. В периода 1993-1996 година е министър на Македония и Тракия. Умира на 27 юни 2012 година в град Солун.